# Diskografie R. Kellyho
Diskografie amerického R&B zpěváka R. Kellyho.

## Alba

### Studiová alba
| Rok  | Název a údaje | Nejvyšší umístění v hitparádách | Nejvyšší umístění v hitparádách | Nejvyšší umístění v hitparádách | Nejvyšší umístění v hitparádách | Nejvyšší umístění v hitparádách | Nejvyšší umístění v hitparádách | Nejvyšší umístění v hitparádách | Nejvyšší umístění v hitparádách | Nejvyšší umístění v hitparádách | Nejvyšší umístění v hitparádách | Prodej                                                                                        | Certifikace |
| Rok  | Název a údaje | US                              | US R&B/HH                       | BEL (Vl)                        | CAN                             | FRA                             | GER                             | NED                             | SWE                             | SWI                             | UK                              | Prodej                                                                                        | Certifikace |
| ---- | --- | ------------------------------- | ------------------------------- | ------------------------------- | ------------------------------- | ------------------------------- | ------------------------------- | ------------------------------- | ------------------------------- | ------------------------------- | ------------------------------- | --------------------------------------------------------------------------------------------- | --- |
| 1993 | 12 Play - Datum vydání: 9. listopad 1993 - Žánr: R&B, soul, hip hop - Formát: CD, MC, digitální - Vydavatel: Jive (41527-2)                            | 2                               | 1                               | —                               | —                               | —                               | —                               | 66                              | —                               | —                               | 20                              | - Svět: 8 000 - US: 6 500 000 - EU: 810 000 - UK: 420 000 - NL: 50 000                        | - RIAA: 6× platinová - MC: zlatá - BPI: zlatá |
| 1995 | R. Kelly - Datum vydání: 14. listopad 1995 - Žánr: R&B, soul, hip hop soul - Formát: CD, MC, digital download, LP - Vydavatel: Jive (41579)            | 1                               | 1                               | —                               | 69                              | —                               | 69                              | 26                              | 32                              | —                               | 18                              | - Svět: 6 200 000 - US: 5 200 000 - EU: 550 000 - UK: 160 000 - FRA: 50 000 - NL: 75 000      | - RIAA: 5× platinová - MC: zlatá - BPI: zlatá |
| 1998 | R. - Datum vydání: 10. listopad 1998 - Žánr: R&B, soul, hip hop soul, gospel - Formát: CD, MC, digital download, LP - Vydavatel: Jive (41625)          | 2                               | 1                               | 9                               | 25                              | 17                              | 8                               | 3                               | 33                              | 26                              | 27                              | - Svět: 12 400 000 - US: 8 200 000 - EU: 3 200 000 - UK: 750 000 - FRA: 640 000 - NL: 360 000 | - RIAA: 8× platinová - BEA: platinová - MC: platinová - IFPI EU: Platinum - SNEP: 2× zlatá - IFPI Swiss: zlatá - IFPI GER: zlatá - BPI: platinová |
| 2000 | TP-2.com - Datum vydání: 7. listopad 2000 - Žánr: R&B, soul, hip hop - Formát: CD, MC, digital download, LP - Vydavatel: Jive (41705)                  | 1                               | 1                               | 22                              | 7                               | 4                               | 2                               | 7                               | 23                              | 6                               | 21                              | - Svět: 6 000 - US: 4 400 000 - EU: 1 140 000 - UK: 130 000 - FRA: 230 000 - NL: 120 000      | - US: 4× platinová - BEA: zlatá - MC: platinová - IFPI Swiss: zlatá - IFPI GER: zlatá - BPI: zlatá                                                |
| 2003 | Chocolate Factory - Datum vydání: 18. února 2003 - Žánr: R&B, soul, neo soul - Formát: CD, MC, digital download, LP - Vydavatel: Jive (41812)          | 1                               | 1                               | 32                              | 14                              | 18                              | 18                              | 25                              | —                               | 18                              | 10                              | - Svět: 5 100 000 - US: 2 900 000 - EU: 1 720 000 - UK: 925 000 - FRA: 200 000 - NL: 60 000   | - RIAA: 2× platinová - BPI: zlatá |
| 2004 | Happy People/U Saved Me - Datum vydání: 24. srpna 2004 - Žánr: R&B, soul, gospel - Formát: CD, MC, digital download - Vydavatel: Jive (60356)          | 2                               | 1                               | 20                              | 16                              | 19                              | 10                              | 10                              | 26                              | 21                              | 11                              | - Svět: 5 200 000 - US: 3 000 - EU: 600 000 - UK: 200 000 - FRA: 70 000 - NL: 70 000          | - RIAA: 3× platinová - BPI: zlatá |
| 2005 | TP.3 Reloaded - Datum vydání: 5. července 2005 - Žánr: R&B, hip hop, soul, reggae - Formát: CD, CD/DVD, MC, digital download - Vydavatel: Jive (70214) | 1                               | 1                               | 38                              | 17                              | 21                              | 26                              | 19                              | 48                              | 30                              | 23                              | - Svět: 2 000 - US: 1 500 000 - EU: 210 000 - UK: 70 000 - FRA: 30 000 - NL: 20 000           | - RIAA: platinová - BPI: stříbrná |
| 2007 | Double Up - Datum vydání: 29. květen 2007 - Žánr: R&B, hip hop, soul, dirty rap - Formát: CD, digital download - Vydavatel: Jive, Zomba (88697085372)  | 1                               | 1                               | 74                              | 19                              | 49                              | 46                              | 34                              | 37                              | 39                              | 10                              | - Svět: 1 500 000 - US: 1 100 000 - EU: 120 000 - UK: 45 000 - FRA: 15 000 - NL: 10 000       | - RIAA: platinová |
| 2009 | Untitled - Datum vydání: 1. prosinec 2009 - Žánr: R&B, hip hop - Formát: CD, digital download - Vydavatel: Jive (31136)                                | 4                               | 1                               | —                               | —                               | 157                             | —                               | —                               | —                               | —                               | —                               | - Svět: 600 000 - US: 380 000 - EU: 40 000 - UK: 35 000 - FRA: 5 000 - NL: 3 000              | |
| 2010 | Love Letter - Datum vydání: 14. prosinec 2010 - Žánr: R&B, soul - Formát: CD, digital download - Vydavatel: Jive, Sony Music                           | 6                               | 2                               | —                               | —                               | —                               | —                               | 26                              | —                               | —                               | 153                             | - US: 850 000                                                                                 | - RIAA: zlatá |
| 2012 | Write Me Back - Datum vydání: 26. červen 2012 - Žánr: R&B, soul - Formát: CD, digital download - Vydavatel: RCA                                        | 5                               | 2                               | 151                             | —                               | 120                             | —                               | 32                              | 54                              | —                               | 80                              | - US: 300 000                                                                                 | |
| 2013 | Black Panties - Datum vydání: 10. prosinec 2013 - Žánr: R&B, hip hop - Formát: CD, digital download - Vydavatel: RCA                                   | 4                               | 2                               | 159                             | —                               | —                               | —                               | 94                              | —                               | —                               | 128                             | - US: 462 000                                                                                 | - RIAA: zlatá |
| 2015 | The Buffet - Datum vydání: 11. prosinec 2015 - Žánr: R&B, hip hop - Formats: CD, digital download - Label: RCA                                         | 16                              | 1                               | —                               | —                               | —                               | —                               | —                               | —                               | —                               | —                               | - US: 39 000                                                                                  | |

### Nevydaná alba
- 2002 – Loveland
- 2008 – 12 Play: 4th Quarter

### Kompilace
- 2003 – The R. In R&B Collection, Vol. 1
- 2005 – My Diary
- 2005 – Trapped in the Closet: Chapters 1-12
- 2005 – Remix City. Vol. 1
- 2010 – Epic
- 2010 – Playlist: The Very Best of R. Kelly
- 2010 – I Believe I Can Fly: The Best of R.Kelly
- 2011 – The World's Greatest

### Spolupráce
- 1992 – Born into the 90's (s Public Announcement)
- 2002 – The Best of Both Worlds (s Jay-Z)
- 2004 – Unfinished Business (s Jay-Z)

### Mixtapy
- 2009 – The Demo Tape

## Singly
| Rok  | Název písně                                              | Pozice v mezinárodních žebříčcích | Pozice v mezinárodních žebříčcích | Pozice v mezinárodních žebříčcích | Vyznamenání   | Album                            |
| Rok  | Název písně                                              | US 100                            | US R&B                            | UK                                | Vyznamenání   | Album                            |
| ---- | -------------------------------------------------------- | --------------------------------- | --------------------------------- | --------------------------------- | ------------- | -------------------------------- |
| 1993 | "Sex Me"                                                 | 20                                | 8                                 | 75                                | US: zlaté     | 12 Play                          |
| 1994 | "Bump n' Grind"                                          | 1                                 | 1                                 | 8                                 | US: platinové | 12 Play                          |
| 1994 | "Your Body's Callin"                                     | 13                                | 2                                 | 19                                | US: zlaté     | 12 Play                          |
| 1994 | "Summer Bunnies"                                         | 55                                | 20                                | 23                                |               | 12 Play                          |
| 1995 | "You Remind Me of Something"                             | 4                                 | 1                                 | 21                                | US: platinové | R. Kelly                         |
| 1996 | "Down Low (Nobody Has to Know)" (ft. The Isley Brothers) | 4                                 | 1                                 | 23                                | US: platinové | R. Kelly                         |
| 1996 | "I Can't Sleep (If I)"                                   | 5                                 | 1                                 | 24                                | US: platinové | R. Kelly                         |
| 1996 | "I Believe I Can Fly"                                    | 2                                 | 1                                 | 1                                 | US: platinové | R. a Space Jam OST               |
| 1997 | "Gotham City"                                            | 9                                 | 9                                 | 9                                 | US: zlaté     | Batman & Robin OST               |
| 1998 | "Home Alone" (ft. Keith Murray & Kelly Price)            | 65                                | 22                                | 17                                |               | R.                               |
| 1998 | "When a Woman's Fed Up"                                  | 22                                | 5                                 | 24                                |               | R.                               |
| 1998 | "I'm Your Angel (ft. Céline Dion)"                       | 1                                 | 5                                 | 3                                 | US: platinové | R.                               |
| 1999 | "If I Could Turn Back the Hands of Time"                 | 12                                | 5                                 | 2                                 | US: zlaté     | R.                               |
| 2000 | "I Wish"                                                 | 14                                | 1                                 | 12                                |               | TP-2.Com                         |
| 2001 | "Fiesta (Remix)" (ft. Jay-Z a Boo & Gotti)               | 6                                 | 1                                 | 23                                |               | TP-2.Com                         |
| 2001 | "Feelin' On Yo Booty"                                    | 36                                | 9                                 | -                                 |               | TP-2.Com                         |
| 2002 | "The World's Greatest"                                   | 34                                | 31                                | 4                                 | UK: stříbrné  | Ali OST & Chocolate Factory      |
| 2003 | "Ignition"                                               | 2                                 | 2                                 | 1                                 |               | Chocolate Factory                |
| 2003 | "Snake" (ft. Big Tigger)                                 | 16                                | 9                                 | 10                                |               | Chocolate Factory                |
| 2003 | "Step in the Name of Love"                               | 9                                 | 1                                 | 14                                |               | Chocolate Factory                |
| 2003 | "Thoia Thoing"                                           | 13                                | 6                                 | 14                                |               | The R. in R&B Collection, Vol 1. |
| 2004 | "Happy People"                                           | 19                                | 7                                 | 6                                 |               | Happy People/U Saved Me          |
| 2004 | "U Saved Me"                                             | 52                                | 14                                | 6                                 |               | Happy People/U Saved Me          |
| 2005 | "Trapped in the Closet, Chapter 1"                       | 22                                | 5                                 | -                                 |               | TP-3: Reloaded                   |
| 2005 | "In the Kitchen"                                         | 91                                | 18                                | -                                 |               | TP-3: Reloaded                   |
| 2005 | "Playa's Only" (ft. The Game)                            | 65                                | 36                                | 33                                |               | TP-3: Reloaded                   |
| 2007 | "I'm a Flirt (Remix)" (Ft. T.I. a T-Pain)                | 12                                | 2                                 | 18                                | US: platinové | Double Up                        |
| 2007 | "Same Girl (ft. Usher)"                                  | 20                                | 4                                 | 26                                | US: zlaté     | Double Up                        |
| 2009 | "Number One" (Ft. Keri Hilson)                           | 59                                | 8                                 | 190                               |               | Untitled                         |
| 2010 | "When a Woman Loves"                                     | 93                                | 15                                | -                                 |               | Love Letter                      |
| 2013 | "My Story (ft. 2 Chainz)"                                | 89                                | 27                                | -                                 |               | Black Panties                    |

### Úspěšné singly jako hostující umělec
- 1997 – Changing Faces – "All of My Days" (ft. Jay-Z a R. Kelly)
- 1998 – Sparkle – "Be Careful" (ft. R. Kelly)
- 1998 – Puff Daddy – "Satisfy You" (ft. R. Kelly)
- 2001 – The Isley Brothers – "Contagious" (ft. R. Kelly a Chante Moore)
- 2001 – Fat Joe – "We Thuggin'" (ft. R. Kelly)
- 2002 – Nivea – "Laundromat" (ft. R. Kelly)
- 2003 – Nick Cannon – "Gigolo" (ft. R. Kelly)
- 2004 – Cassidy – "Hotel" (ft. R. Kelly)
- 2004 – Twista – "So Sexy" (ft. R. Kelly)
- 2004 – Ja Rule – "Wonderful" (ft. R. Kelly a Ashanti)
- 2006 – Snoop Dogg – "That's That Shit" (ft. R. Kelly)
- 2007 – Young Jeezy – "Go Getta" (ft. R. Kelly)
- 2013 – Lady Gaga – "Do What U Want" (ft. R. Kelly)
- 2013 – Justin Bieber – "PYD" (ft. R. Kelly)